# Khadija
Khadija (in alfabeto arabo: خديجة) è un nome proprio di persona arabo femminile.

## Varianti
- Altre traslitterazioni: Khatijah[1], Khadiga (tipica egiziana)[1][2]
  - Ipocoristici: Dija[3]

### Varianti in altre lingue
- Lingue africane occidentali influenzate dal francese: Kadiatou[1]
- Albanese: Hatixhe
- Azero: Xədicə
- Bosniaco: Hatidža[1]
- Hausa: Hadiza[1], Hadizatu[1]
- Indonesiano: Hadijah[1]
- Italiano: Cadigia
- Malese: Khadijah, Khatijah[1]
- Persiano: خدیجه (Khadijeh)[1]
- Swahili: Hadija[1]
- Turco: Hatice[1]

## Origine e diffusione
Nome tipicamente musulmano, venne portato da Khadija, la prima moglie del profeta Maometto, prima persona a convertirsi all'Islam; il suo significato è "figlia nata prematura". 

## Persone
- Khadija Afzal Vasari, giornalista e educatrice iraniana
- Khadija al-Salami, regista yemenita
- Khadija Arib, politica olandese
- Khadija bint Khuwaylid, moglie di Maometto
- Khadija Jaballah, atleta tunisina
- Khadija Shaw, calciatrice giamaicana

### Variante Hatice
- Hatice Aslan, attrice turca
- Hatice Kübra İlgün, taekwondoka turca
- Hatice Kübra Yangın, taekwondoka turca
- Hatice Muazzez Sultan, consorte del sultano Ibrahim I

### Altre varianti
- Xədicə İsmayılova, giornalista azera
- Khadijah Whittington, cestista statunitense

## Il nome nelle arti
- Hadija Hab' Ahmal è un personaggio della serie a fumetti Nathan Never.